# جعفر الإبراهيمي
جعفر عجيل عبيد موسى الخزاعي الملقب بالإبراهيمي ولد في عام 1956 ميلادي في محافظة ذي قار ناحية سيد دخيل قرية آل إبراهيم متزوج وله أربعة أولاد وبنتين ولد بين أبويين موالين لأهل البيت على المذهب الشيعي الأثنا عشري وكانت والدته أكثر حباً للحسين بن علي مما حداها أن تنذر أحد أولادها لان يكون خطيباً حسينياً فكان الإبراهيمي.

## حياته
ذهب الإبراهيمي إلى الحوزة العلمية في النجف الأشرف في سن السادسه من عمره وكان أبن شقيقه السيد فاخر اليعقوبي في النجف مما ساعد على أن يلتحق الإبراهيمي في حوزة النجف ودرس المقدمات، وما بعدها إلى اللمعة في الدورة الدينية للسيد محسن الحكيم، وكان من أبرز أساتذته السيد محمد الصدر والسيد محمد باقر الحكيم والسيد كاظم الحكيم والسيد كمال الحكيم والسيد عبد الصاحب الحكيم والشيخ مهدي المظفر. وبعد تدرجه في السنة الرابعة في المدرسة تم إغلاقها بسبب اعتقال طلابها من قبل أجهزة الأمن في ذلك الوقت وتمكن من أن يقرأ أول مجلس مستقل له في محافظة ذي قار قضاء سوق الشيوخ عام 1973 وأستمر في العمل الحوزوي حتى عام 1975 أشتدت قبضة النظام فاضطر للانقطاع عن الدراسة ومغادرة النجف.

### عودته للقراءة
لم تلن قبضة أجهزة الأمن الا بعد غزو الكويت وأستطاع من الظهور التدريجي واستبدال الزي الحوزوي متمثلاً بالعمامة بالزي العربي وممارسة قراءة المجالس فتألق بسرعة حتى أستغرب الكثير ممن لا يعرف تلك الأوليات ونتيجة لهذا تعرض لضغوط كثيرة من أجهزة النظام ومنها أن تعرض لدهس مدروس في يوم 18 ديسمبر عام 1996 واستمر قرابة السنتين بالعلاج وعاود نشاطه بعدها وقرأ مجالس في النجف الأشرف حتى الغزو الأمريكي للعراق فأطل من خلال الفضائيات الشيعية في العراق وكانت قناة الفرات أولى القنوات التي عرضت مجالسه ومن ثم سافر خارج العراق ليقيم مأتم في البحرين والكويت وجمهورية إيران وبعد وفاة الشيخ أحمد الوائلي قام بتأسيس رابطة تجمع خطباء المنبر الحسيني.